# The Best Years of Our Lives (Neil Diamond)
The Best Years of Our Lives è il diciottesimo album discografico in studio del cantautore statunitense Neil Diamond, pubblicato nel 1988.

## Tracce
1. The Best Years of Our Lives – 4:00 (Neil Diamond)
2. Hard Times for Lovers – 4:25 (Neil Diamond / Hugh Prestwood)
3. This Time – 3:57 (Neil Diamond / David Foster / Jeremy Lubbock)
4. Everything's Gonna Be Fine – 3:59 (Neil Diamond / Weldon Dean Parks)
5. Hooked on the Memory of You – 3:53 (Neil Diamond)
6. Take Care of Me – 3:39 (Neil Diamond / David Foster)
7. Baby Can I Hold You – 3:55 (Tracy Chapman)
8. Carmelita's Eyes – 4:05 (Neil Diamond / David Foster)
9. Courtin' Disaster – 4:32 (Neil Diamond / David Foster)
10. If I Couldn't See You Again – 4:02 (Neil Diamond)
11. Long Hard Climb – 4:42 (Neil Diamond / Tom Hensley / Alan Lindgren)